# Espostoa blossfeldiorum
Espostoa blossfeldiorum (Werderm.) Buxb. es una especie de planta fanerógama de la familia Cactaceae. 

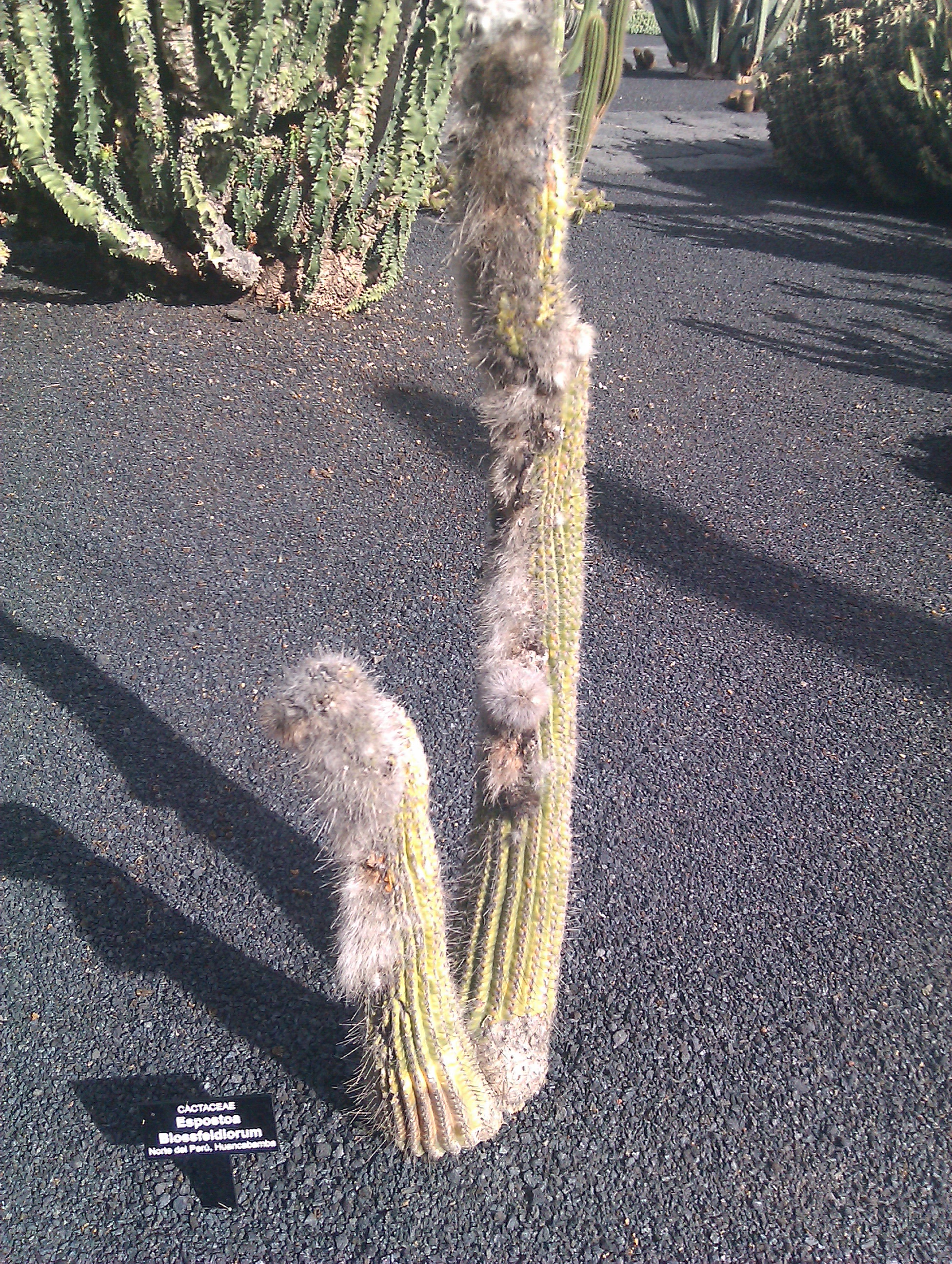
Vista de la planta

## Distribución
Es endémica de Perú donde se encuentra en las regiones de Cajamarca y Amazonas en  valle del Río Marañón. Es una especie común que se ha extendido por todo el mundo.

## Descripción
Espostoa blossfeldiorum alcanza un tamaño de 3 a 4 metros de altura y entre 5 y 10 centímetros de diámetro y sólo ocasionalmente se ramifican desde la base. Tienen 18 a 25 costillas presentes con areolas que están muy juntas, con 3 a 59 espinas centrales de color marrón a casi negro y hasta 3 cm de largo. Los 20 a 25 espinas radiales son blancas vidriosas y tienen una longitud de 5 a 10 milímetros. El cefalio incluye de cuatro a ocho costillas, y se compone de espesa lana de color blanco amarillento y numerosas cerdas, fuertes y vidriosas con una longitud de 4 a 5 centímetros. Las flores en forma de embudo, con mal olor, de color amarillo cremoso miden 6-7 cm de largo y tienen un diámetro de hasta 5 centímetros. El fruto de color verde oscuro tiene una longitud de hasta 3 centímetros y un diámetro de 2,5 centímetros.

## Taxonomía
Espostoa leucantha fue descrita por (Werderm.) Buxb. y publicado en Repertorium Botanices Systematicae. 2: 324. 1843.
Etimología
Espostoa: nombre genérico  fue nombrado en honor de Nicolas E. Esposto, botánico vinculado con el  Colegio Nacional de Agricultura de Lima.
blossfeldiorum epíteto otorgado en honor de los criadores de plantas alemanes Robert Blossfeld (1882–1945) y su hijo Harry (1913–1986).
Sinonimia
- Cephalocereus blossfeldiorum
- Thrixanthocereus blossfeldiorum
- Facheiroa blossfeldiorum[4]